# Hardivillers
Hardivillers [aʁdivile] est une commune française située dans le département de l'Oise en région Hauts-de-France.
Ses habitants sont appelés les Hardivillois et les Hardivilloises.

## Géographie

### Localisation

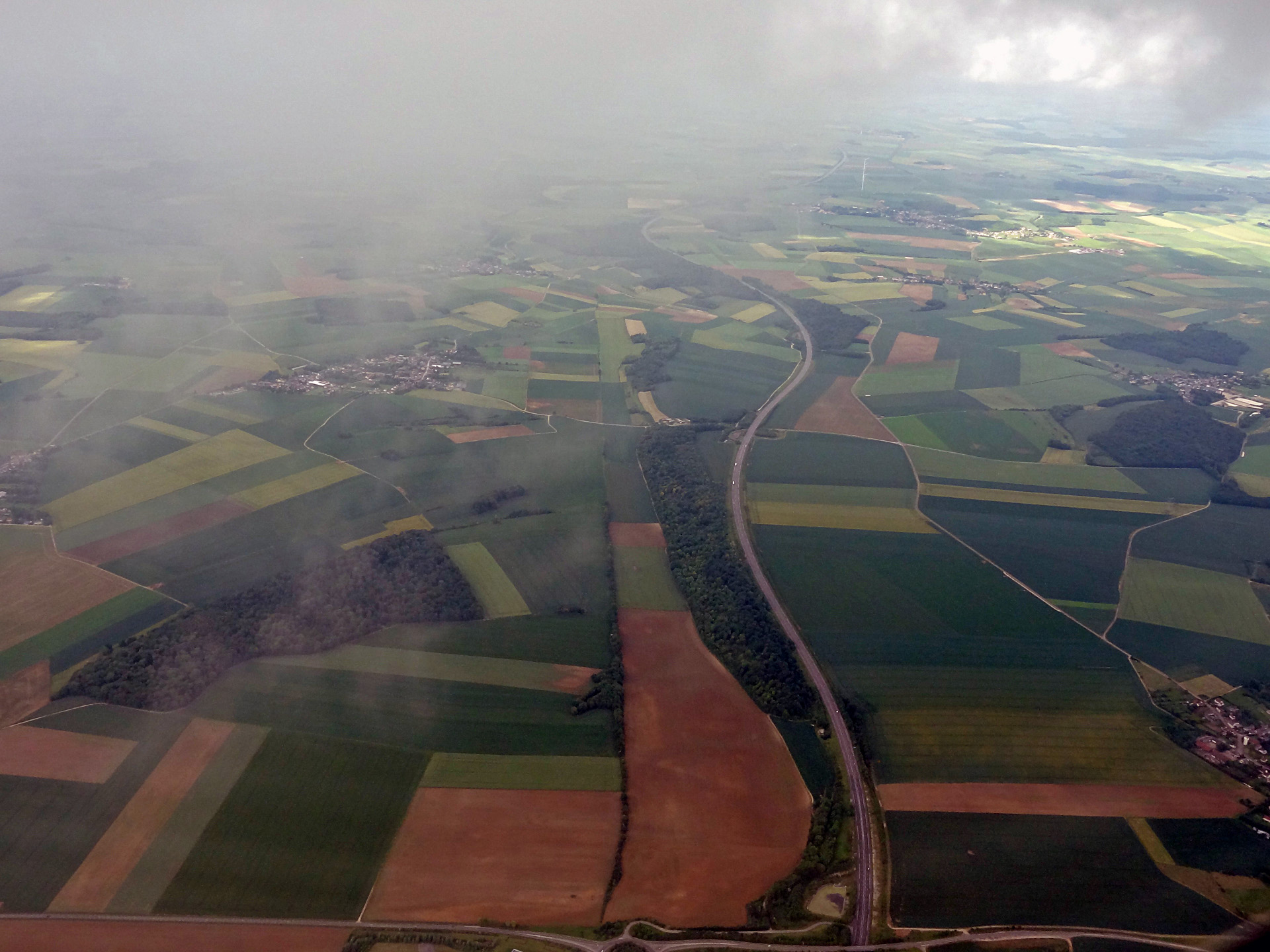
Vue aérienne centrée sur l'autoroute A16 en 2014.

Hardivillers est un village rural  du Plateau Picard, desservi par la sortie (sortie  16) de l'autoroute A16, situé à proximité de la chaussée Brunehaut, ancienne voie romaine reliant Beauvais et Amiens, à l'est de Crèvecœur-le-Grand.
Une aire de repos/station service de  l'A16 porte le nom de la commune, où elle se trouve.
Louis Graves indiquait en 1832 : « cette commune est formée d'une plaine élevée et découverte, coupée par des ravins qui descendent de l'Ouest à l'Est vers le canton de Breteuil.
Le village est dans une position centrale; il comprend, plusieurs rues larges et aérées, et on y remarque beaucoup plus de maisons construites en pierres que dans les autres communes du canton ».

### Communes limitrophes
Les communes limitrophes sont  Breteuil, Cormeilles, Esquennoy, Le Crocq, Maisoncelle-Tuilerie, Oursel-Maison, Troussencourt et Villers-Vicomte.
| Cormeilles    | Villers-Vicomte      | Esquennoy     |
| Le Crocq      | Hardivillers         | Breteuil      |
| Oursel-Maison | Maisoncelle-Tuilerie | Troussencourt |

### Hydrographie
La commune est située dans le bassin Artois-Picardie. Elle n'est drainée par aucun cours d'eau.

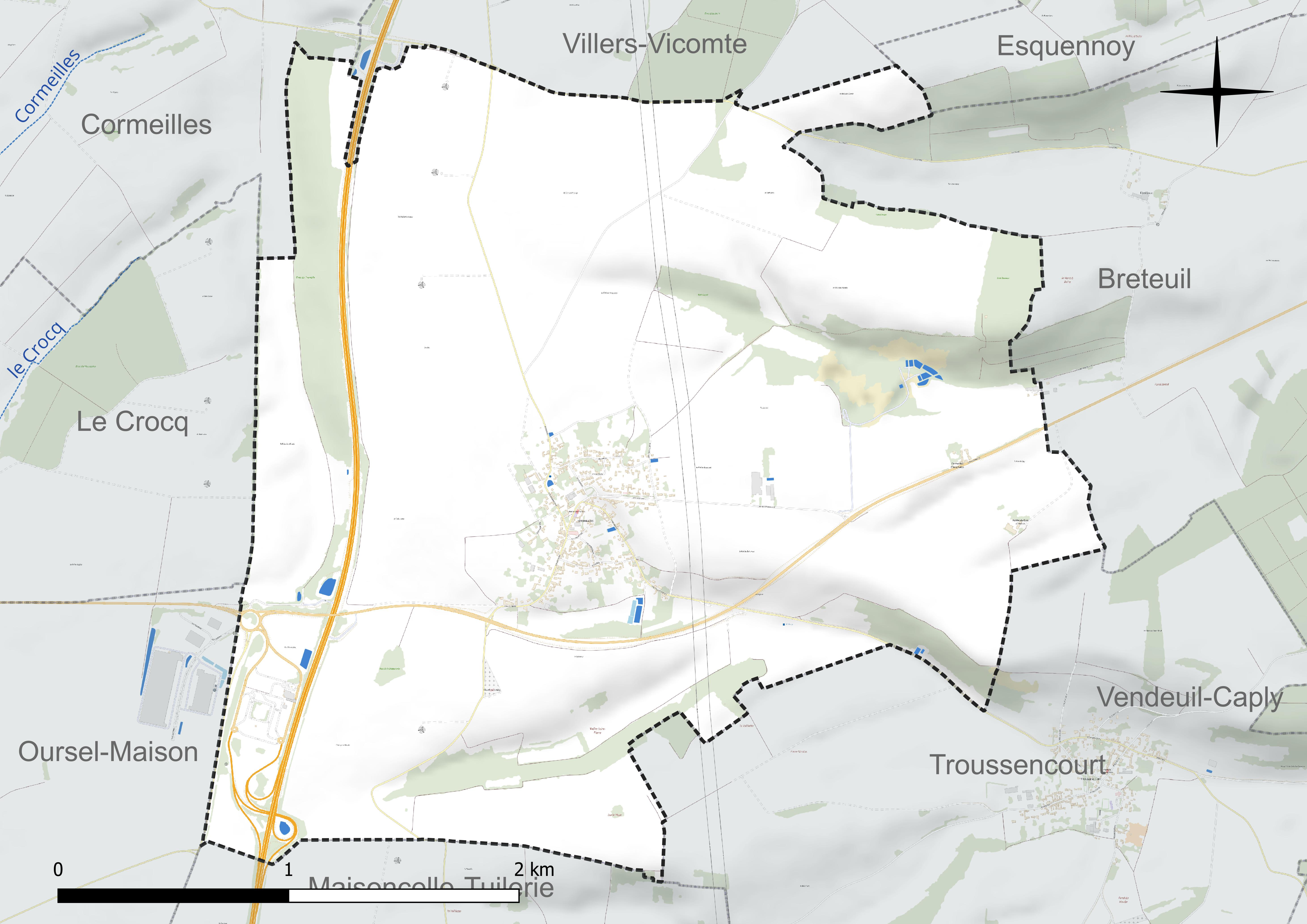
Réseau hydrographique d'Hardivillers.

### Climat
Pour des articles plus généraux, voir Climat des Hauts-de-France et Climat de l'Oise.
En 2010, le climat de la commune est de type climat océanique dégradé des plaines du Centre et du Nord, selon une étude du CNRS s'appuyant sur une série de données couvrant la période 1971-2000. En 2020, Météo-France publie une typologie des climats de la France métropolitaine dans laquelle la commune est exposée à un climat océanique et est dans la région climatique Nord-est du bassin Parisien, caractérisée par un ensoleillement médiocre, une pluviométrie moyenne régulièrement répartie au cours de l'année et un hiver froid (3 °C).
Pour la période 1971-2000, la température annuelle moyenne est de 10,3 °C, avec une amplitude thermique annuelle de 14,5 °C. Le cumul annuel moyen de précipitations est de 759 mm, avec 12,1 jours de précipitations en janvier et 8,6 jours en juillet. Pour la période 1991-2020, la température moyenne annuelle observée sur la station météorologique la plus proche, située sur la commune de Rouvroy-les-Merles à 10 km à vol d'oiseau, est de 10,7 °C et le cumul annuel moyen de précipitations est de 647,9 mm,. Pour l'avenir, les paramètres climatiques de la commune estimés pour 2050 selon différents scénarios d'émission de gaz à effet de serre sont consultables sur un site dédié publié par Météo-France en novembre 2022.

## Urbanisme

### Typologie
Au 1er janvier 2024, Hardivillers est catégorisée commune rurale à habitat dispersé, selon la nouvelle grille communale de densité à sept niveaux définie par l'Insee en 2022.
Elle est située hors unité urbaine. Par ailleurs la commune fait partie de l'aire d'attraction de Beauvais, dont elle est une commune de la couronne,. Cette aire, qui regroupe 162 communes, est catégorisée dans les aires de 50 000 à moins de 200 000 habitants,.

### Occupation des sols

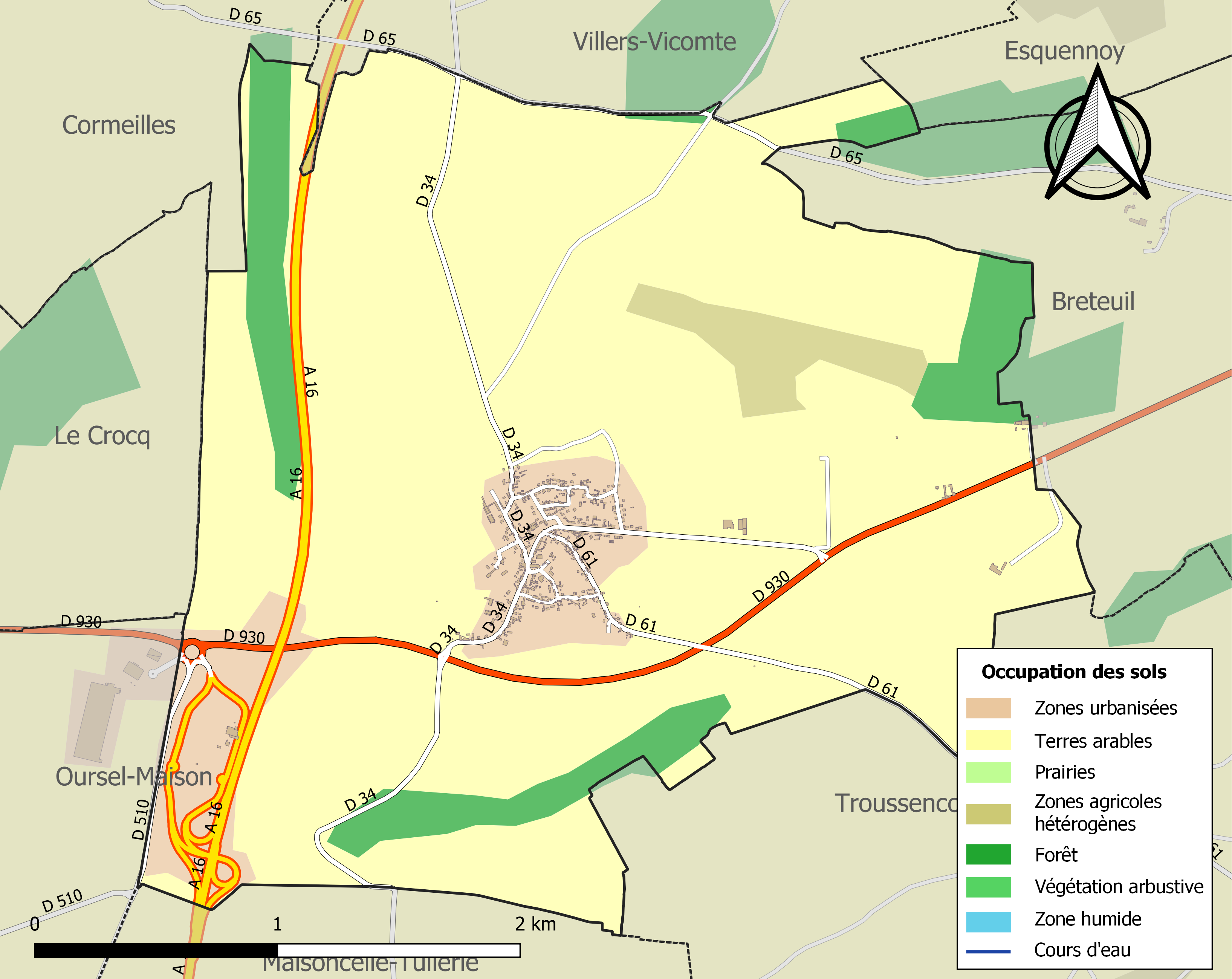
Carte des infrastructures et de l'occupation des sols de la commune en 2018 (CLC).

L'occupation des sols de la commune, telle qu'elle ressort de la base de données européenne d'occupation biophysique des sols Corine Land Cover (CLC), est marquée par l'importance des territoires agricoles (82,7 % en 2018), en diminution par rapport à 1990 (86,6 %). La répartition détaillée en 2018 est la suivante : 
terres arables (80,1 %), forêts (7,9 %), zones urbanisées (4,8 %), zones industrielles ou commerciales et réseaux de communication (4,6 %), zones agricoles hétérogènes (2,6 %). L'évolution de l'occupation des sols de la commune et de ses infrastructures peut être observée sur les différentes représentations cartographiques du territoire : la carte de Cassini (XVIIIe siècle), la carte d'état-major (1820-1866) et les cartes ou photos aériennes de l'IGN pour la période actuelle (1950 à aujourd'hui).

### Habitat et logement
En 2018, le nombre total de logements dans la commune était de 253, alors qu'il était de 258 en 2013 et de 234 en 2008.
Parmi ces logements, 86,5 % étaient des résidences principales, 4,1 % des résidences secondaires et 9,4 % des logements vacants. Ces logements étaient pour 97,7 % d'entre eux des maisons individuelles et pour 1,5 % des appartements.
Le tableau ci-dessous présente la typologie des logements à Hardivillers en 2018 en comparaison avec celle de l'Oise et de la France entière. Une caractéristique marquante du parc de logements est ainsi une proportion de résidences secondaires et logements occasionnels (4,1 %) supérieure à celle du département (2,5 %) mais inférieure à celle de la France entière (9,7 %). Concernant le statut d'occupation de ces logements, 75,3 % des habitants de la commune sont propriétaires de leur logement (77,7 % en 2013), contre 61,4 % pour l'Oise et 57,5 % pour la France entière.
| Typologie                                               | Hardivillers | Oise | France entière |
| ------------------------------------------------------- | ------------ | ---- | -------------- |
| Résidences principales (en %)                           | 86,5         | 90,4 | 82,1           |
| Résidences secondaires et logements occasionnels (en %) | 4,1          | 2,5  | 9,7            |
| Logements vacants (en %)                                | 9,4          | 7,1  | 8,2            |

### Voies de communication et transports
La commune est desservie, en 2023, par les lignes 624, 6103, 6109, 6114, 6122 et 6140 du réseau interurbain de l'Oise.

## Toponymie
La localité a été attestée sous le noms de Hardiviller, Hardivilliers, Hardivillé, Ardivillier (Harduinvillare, Hardivillare, Hardivilarium)

## Histoire

### Préhistoire
- Site néolithique consacré à l'extraction et à la taille de silex, occupé à l'âge du bronze.

### Antiquité
- Centre gaulois et gallo-romain très important, probablement occupé sans interruption du Néolithique aux invasions barbares.

### Moyen Âge
- Le village se développe aux XIIe et XIIIe siècles autour de l'église Saint-Pierre-et-Saint-Paul.

Louis Graves indiquait au début du XIXe siècle « Hardivillers était une seigneurie fort ancienne; il en est question dans un grand nombre de titres, et surtout dans ceux de l'abbaye de Breteuil qui possédait la majeure partie du territoire de cette commune. En 1189, Radulphe de Ygi, seigneur d'Hardivillers, céda ses terres à cette abbaye moyennant quatre livres monnaie de Beauvais; qui lui étaient nécessaires pour faire le voyage de Jérusalem.
Il parait que, primitivement, le village n'était pas bâti sur son emplacement actuel, mais qu'il existait sur le terrain du cimetière, à un kilomètre Sud environ du chef-lieu. Il y avait là un monastère sous le titre de Saint-Pierre, dont la chapelle du cimetière perpétue le souvenir. On connaît plusieurs chartes de donations faites à l'abbaye de Breteuil, et qui indiquent des terres et des jardins situés auprès du. monastère Saint-Pierre. On ignore à quelle, époque ce couvent fut détruit; mais la tradition locale rapporte cet événement à la dernière irruption des Normands dans le Beauvaisis, c'est-à-dire au dixième siècle : on dit aussi que les cloches du couvent furent enterrés dans la vallée de Puy-Champ auprès de l'église où elles sont encore. Le -domaine  d'Hardivillers fut tellement ruiné à cette époque, que long-tems après, l'abbaye de Breteuil qui avait successivement acquis presque toutes ses dépendances, fut obligée de venir à l'aide du seigneur, et qu'en 1239  elle donna à Pierre Hamons d'Hardivillers un secours de deux cents livres, somme énorme pour l'époque. L'abbé Mathieu, qui "aumosna cette somme de karitate", dit la charte, fit construire une nouvelle église près de laquelle le village se rétablit peu à peu; l'ancienne église fut délaissée au milieu des champs, et on a continué seulement d'ensevelir les morts autour ».

### Temps modernes
- Haut lieu rural du textile picard, fabrication de serges.
- Au XVIIe siècle, la seigneurie d'Hardivillers appartient à la famille de Kerfinem. À la fin du XVIIe siècle, elle entre par alliance dans celle de Barentin, qui la conserve jusqu'à la Révolution. Le dernier seigneur en est Charles de Paule de Barentin, conseiller, puis avocat général au parlement de Paris (1757-1775), puis président de la cour des aides de Paris (1775-1788) et enfin de septembre 1788 à juillet 1789, garde des sceaux de France.

Dans les dernières années de l'Ancien régime, Charles de Barentin fait construire à Hardivillers un vaste château tout en pierre, sur un plan en "H", qu'il insère dans un parc au centre d'allées tracées en étoile. Le chancelier de Barentin émigre lors de la Révolution française, ce qui entraine la confiscation de ses biens comme bien national, mais il parvient à reprendre ensuite possession du château et d'une partie de ses terres à Hardivillers. Après sa mort, en 1819, le domaine est vendu par ses enfants et le château presque entièrement démoli.

### Époque contemporaine
En 1832, la construction de la  route nationale 30 était programmée, mais pas encore réalisée. La commune était propriétaire du presbytère, d'une mairie-école, de plusieurs places garnies de plantations. À cette époque se tenaient une foire et un marché, et on notait une carrière, une tuilerie ainsi que cinq moulins à vent. L'activité économique du village était consacrée à la fabrication d'étoffes de laine.

Hardivillers au tout début du XXe siècle
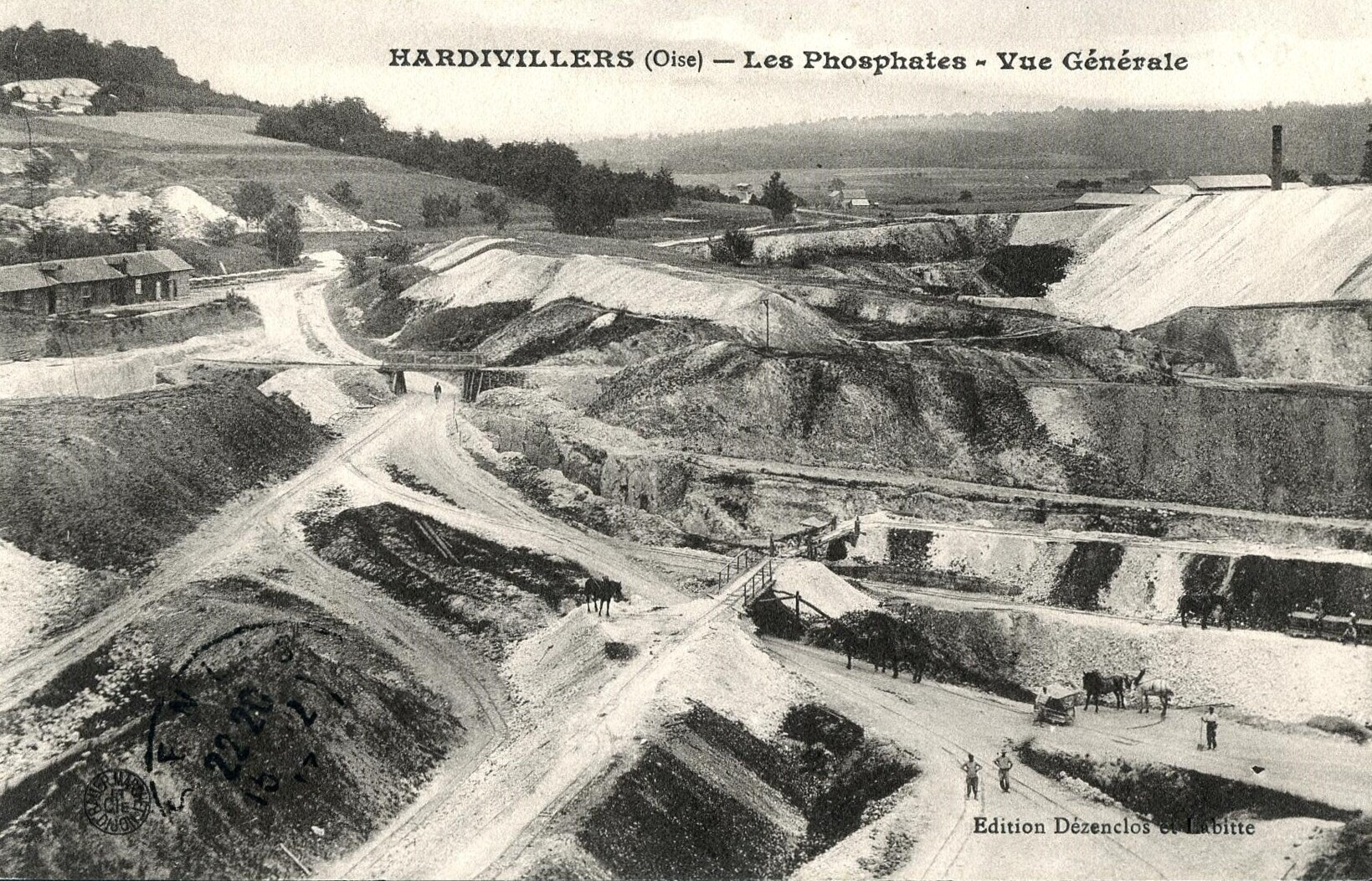
La carrière de phosphates.
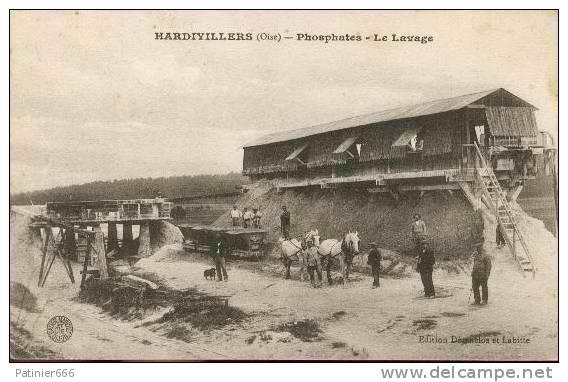
Le lavage des phosphates.
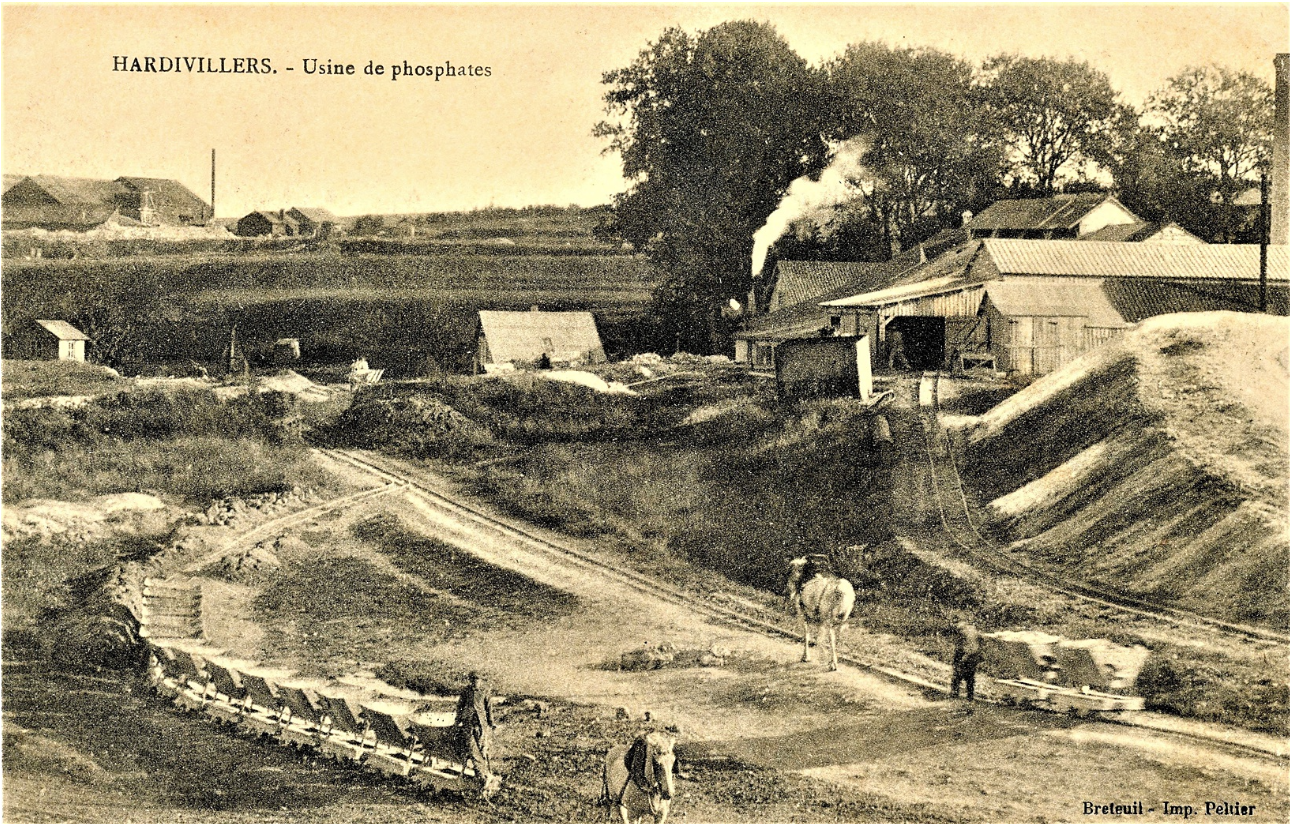
L'usine de phosphates.
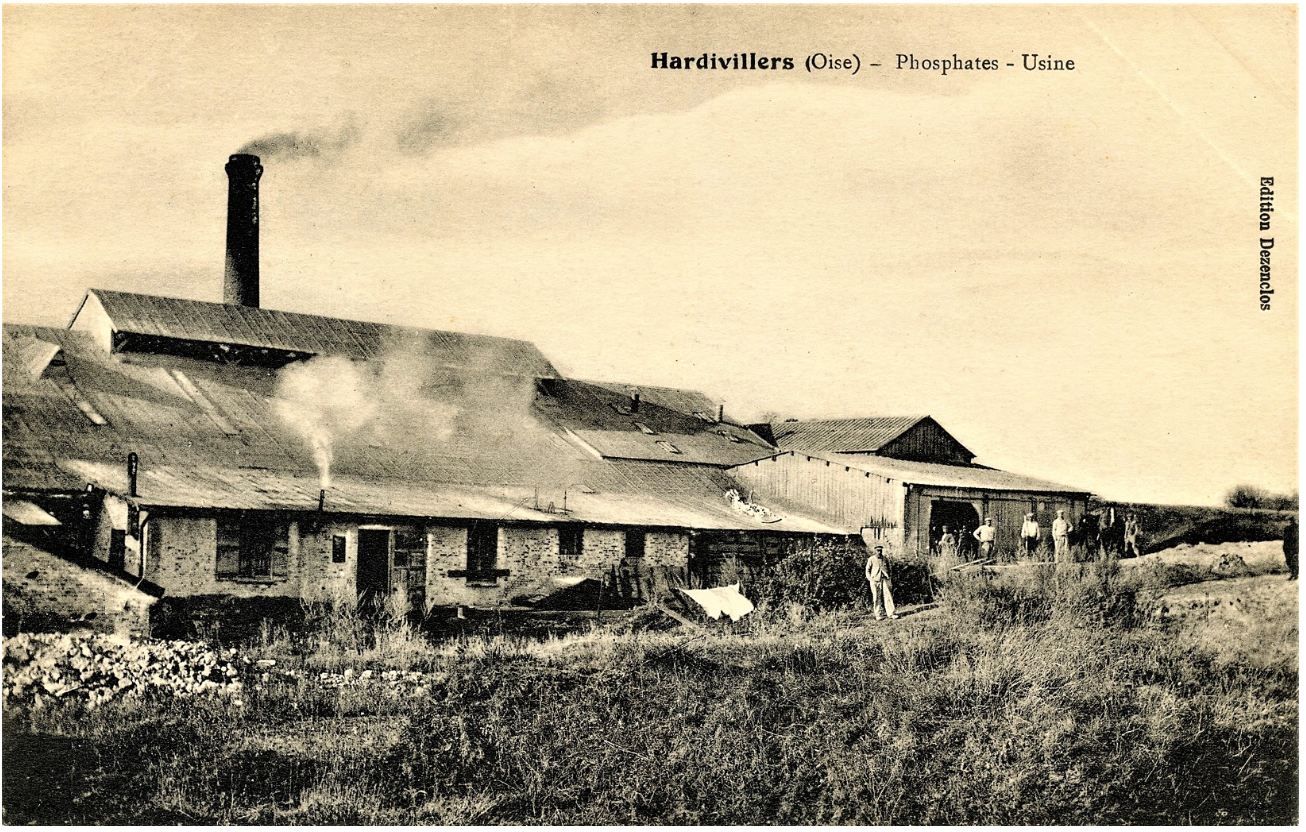
L'usine des phosphates.
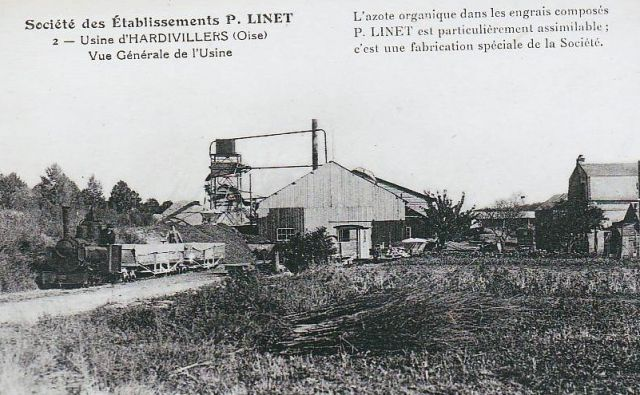
L'usine des phosphates, établissements P. Linet.

## Politique et administration

### Rattachements administratifs et électoraux
La commune se trouve dans l'arrondissement de Clermont du département de l'Oise. Pour l'élection des députés, elle fait partie de la première circonscription de l'Oise.
Elle faisait partie depuis 1802 du canton de Froissy. Dans le cadre du redécoupage cantonal de 2014 en France, la commune fait désormais partie du canton de Saint-Just-en-Chaussée.

### Intercommunalité
La commune faisait partie de la communauté de communes des Vallées de la Brèche et de la Noye créée fin 1992.
Dans le cadre des dispositions de la loi portant nouvelle organisation territoriale de la République (Loi NOTRe) du 7 août 2015, qui prévoit que les établissements publics de coopération intercommunale (EPCI) à fiscalité propre doivent avoir un minimum de 15 000 habitants, le préfet de l'Oise a publié en octobre 2015 un projet de nouveau schéma départemental de coopération intercommunale, qui prévoit la fusion de plusieurs intercommunalités, et notamment celle de Crèvecœur-le-Grand (CCC) et celle des Vallées de la Brèche et de la Noye (CCVBN), soit une intercommunalité de 61 communes pour une population totale de 27 196 habitants.
Après avis favorable de la majorité des conseils communautaires et municipaux concernés, cette intercommunalité dénommée communauté de communes de l'Oise picarde et dont la commune est désormais membre, est créée au 1er janvier 2017.

### Liste des maires
| Période                                  | Période                   | Identité             | Étiquette | Qualité                                                                      |
| ---------------------------------------- | ------------------------- | -------------------- | --------- | ---------------------------------------------------------------------------- |
| Les données manquantes sont à compléter. |                           |                      |           |                                                                              |
| avant 1962                               |                           | Marcel Taconnet      |           |                                                                              |
| Les données manquantes sont à compléter. |                           |                      |           |                                                                              |
| mars 2001                                | mars 2014                 | Jean-Pierre Randolet |           |                                                                              |
| mars 2014                                | mars 2018                 | Annie Delaire        |           | Démissionnaire                                                               |
| juin 2018                                | En cours (au 6 juin 2023) | Maïlys Derivry       |           | Salariée du centre socioculturel de Breteuil Réélue pour le mandat 2020-2026 |

## Équipements et services publics

### Eau et déchets
L'eau potable distribuée dans la commune en 2018 présente un taux de nitrates supérieure à la limite de qualité et est donc déconseillée aux femmes enceintes et aux nourrissons. La nouvelle équipe municipale élue en juin 2018 se fixe comme objectif prioritaire la remise aux normes de l'eau potable et l'assainissement collectif, avec la création d'une station d'épuration,. La mise en place du réseau d'assainissement débute en juin 2019
Un centre de stockage des déchets ultimes, qui peut recevoir jusqu'à 160 000 tonnes de déchets par an, principalement de la terre venue d'usines désaffectées, d'anciens sites militaires, etc, est exploité depuis 2010 à Hardivillers par la SA Gurdebeke,,. La préfecture a enjoint en 2020 l'exploitant d'assurer une gestion conforme aux normes du lixiviat.

### Enseignement
Les enfants du village sont scolarisés dans le cadre du regroupement pédagogique intercommunal (RPI) organisé depuis plusieurs dizaines d'années par les communes d'Hardivillers, Troussencourt et Maisoncelle-Tuilerie, et qui accueille une centaine d'élèves en 2016-2017. Compte tenu d'une légère croissance des effectifs, une nouvelle classe est créée pour l'année scolaire 2017-2018 à Hardivillers, dédiée aux CE1/CE2. L'école dispose d'une cantine fréquentée en 2017-2018 par 23 à 25 enfants chaque midi

## Population et société

### Démographie

#### Évolution démographique
L'évolution du nombre d'habitants est connue à travers les recensements de la population effectués dans la commune depuis 1793. Pour les communes de moins de 10 000 habitants, une enquête de recensement portant sur toute la population est réalisée tous les cinq ans, les populations de référence des années intermédiaires étant quant à elles estimées par interpolation ou extrapolation. Pour la commune, le premier recensement exhaustif entrant dans le cadre du nouveau dispositif a été réalisé en 2005.

En 2022, la commune comptait 551 habitants, en évolution de +0,18 % par rapport à 2016 (Oise : +0,87 %, France hors Mayotte : +2,11 %).
| 1793 | 1800 | 1806  | 1821 | 1831  | 1836  | 1841  | 1846  | 1851  |
| ---- | ---- | ----- | ---- | ----- | ----- | ----- | ----- | ----- |
| 987  | 986  | 1 038 | 985  | 1 240 | 1 295 | 1 204 | 1 222 | 1 221 |

| 1856  | 1861  | 1866  | 1872  | 1876 | 1881 | 1886 | 1891 | 1896 |
| ----- | ----- | ----- | ----- | ---- | ---- | ---- | ---- | ---- |
| 1 139 | 1 173 | 1 052 | 1 004 | 951  | 891  | 796  | 871  | 773  |

| 1901 | 1906 | 1911 | 1921 | 1926 | 1931 | 1936 | 1946 | 1954 |
| ---- | ---- | ---- | ---- | ---- | ---- | ---- | ---- | ---- |
| 709  | 703  | 685  | 583  | 543  | 514  | 492  | 425  | 416  |

| 1962 | 1968 | 1975 | 1982 | 1990 | 1999 | 2005 | 2006 | 2010 |
| ---- | ---- | ---- | ---- | ---- | ---- | ---- | ---- | ---- |
| 435  | 411  | 422  | 408  | 481  | 533  | 568  | 567  | 584  |

| 2015 | 2020 | 2022 | - | - | - | - | - | - |
| ---- | ---- | ---- | - | - | - | - | - | - |
| 558  | 540  | 551  | - | - | - | - | - | - |

#### Pyramide des âges
La population de la commune est relativement jeune.
En 2018, le taux de personnes d'un âge inférieur à 30 ans s'élève à 34,3 %, soit en dessous de la moyenne départementale (37,3 %). À l'inverse, le taux de personnes d'âge supérieur à 60 ans est de 25,9 % la même année, alors qu'il est de 22,8 % au niveau départemental.
En 2018, la commune comptait 263 hommes pour 277 femmes, soit un taux de 51,3 % de femmes, légèrement supérieur au taux départemental (51,11 %).
Les pyramides des âges de la commune et du département s'établissent comme suit.
| Hommes | Classe d’âge | Femmes |
| ------ | ------------ | ------ |
| 1,1    | 90 ou +      | 0,7    |
| 4,9    | 75-89 ans    | 7,2    |
| 19,8   | 60-74 ans    | 18,1   |
| 21,3   | 45-59 ans    | 20,2   |
| 19,8   | 30-44 ans    | 18,4   |
| 16,0   | 15-29 ans    | 16,6   |
| 17,1   | 0-14 ans     | 18,8   |

| Hommes | Classe d’âge | Femmes |
| ------ | ------------ | ------ |
| 0,5    | 90 ou +      | 1,4    |
| 5,5    | 75-89 ans    | 7,6    |
| 15,6   | 60-74 ans    | 16,3   |
| 20,8   | 45-59 ans    | 20     |
| 19,4   | 30-44 ans    | 19,4   |
| 17,6   | 15-29 ans    | 16,2   |
| 20,6   | 0-14 ans     | 19,1   |

### Sports et loisirs
Le premier terrain de landkite de Picardie été créé par l'association Kite unit en septembre 2017 sur un terrain de 6 ha mis à disposition par l'intercommunalité  dans la zone d'activité de la Belle Assise.
Ce sport consiste à se faire tracter par une voile dans laquelle le vent s'engouffre, le pratiquant se trouvant sur planche à roulettes, des rollers ou dans un buggy,,.

## Culture locale et patrimoine

### Lieux et monuments
- La Maison du Serger :  construite à la fin du XVIIIe siècle dans une rue alors occupée par de nombreux tisserands de serge, qui dépendaient de la fabrique de Grandvilliers, elle est le seul bâtiment du plateau picard à avoir conservé sa structure traditionnelle d'atelier de tisserand.

Acquise par la commune avec l'aide de la communauté de communes des Vallées de la Brèche et de la Noye, de l'écomusée des Pays de l'Oise et de la DRAC de Picardie, elle a été l'inscrite comme monument historique depuis 1992, et abrite un écomusée consacré aux activités économiques du monde rural traditionnel picard (ateliers de fabrication de serges, machines à tisser et de boutonnier).
- L'Église Saint-Pierre-et-Saint-Paul, est constituée de deux parties nettement distinctes : la nef de 1770 et le chœur, datant du XVIe siècle et très nettement plus élevée que la nef, sans doute réalisée grâce à la générosité de la famille de Barentin, titulaire de la seigneurie du lieu. Ce chœur de style gothique flamboyant comprend deux travées droites et une abside pentagonale, l'ensemble comprenant un remarquable réseau de voûtes où les croisées d'ogives sont ornées de liernes et de tiercerons, exemple remarquable des voûtes de la fin du gothique. Des clefs pendantes ou garnies d'écussons ornaient autrefois ces voutes
L'église contient un bas-relief en bois représentant la Crucifixion, quatre hauts-reliefs anglais en albâtre incrustés dans le retable du maître-autel[44] et datant de la seconde moitié du XVe siècle, ainsi que des fonts baptismaux en pierre avec incrustation de silex taillé du XVe siècle[45]. La nef  comprend six vitraux consacrés aux Apparitions de la Vierge, datant de 1876. L'ensemble est classé monuments historiques[46].

- Chapelle Saint-Pierre, dans le cimetière.
- Chapelle de la Trinité.

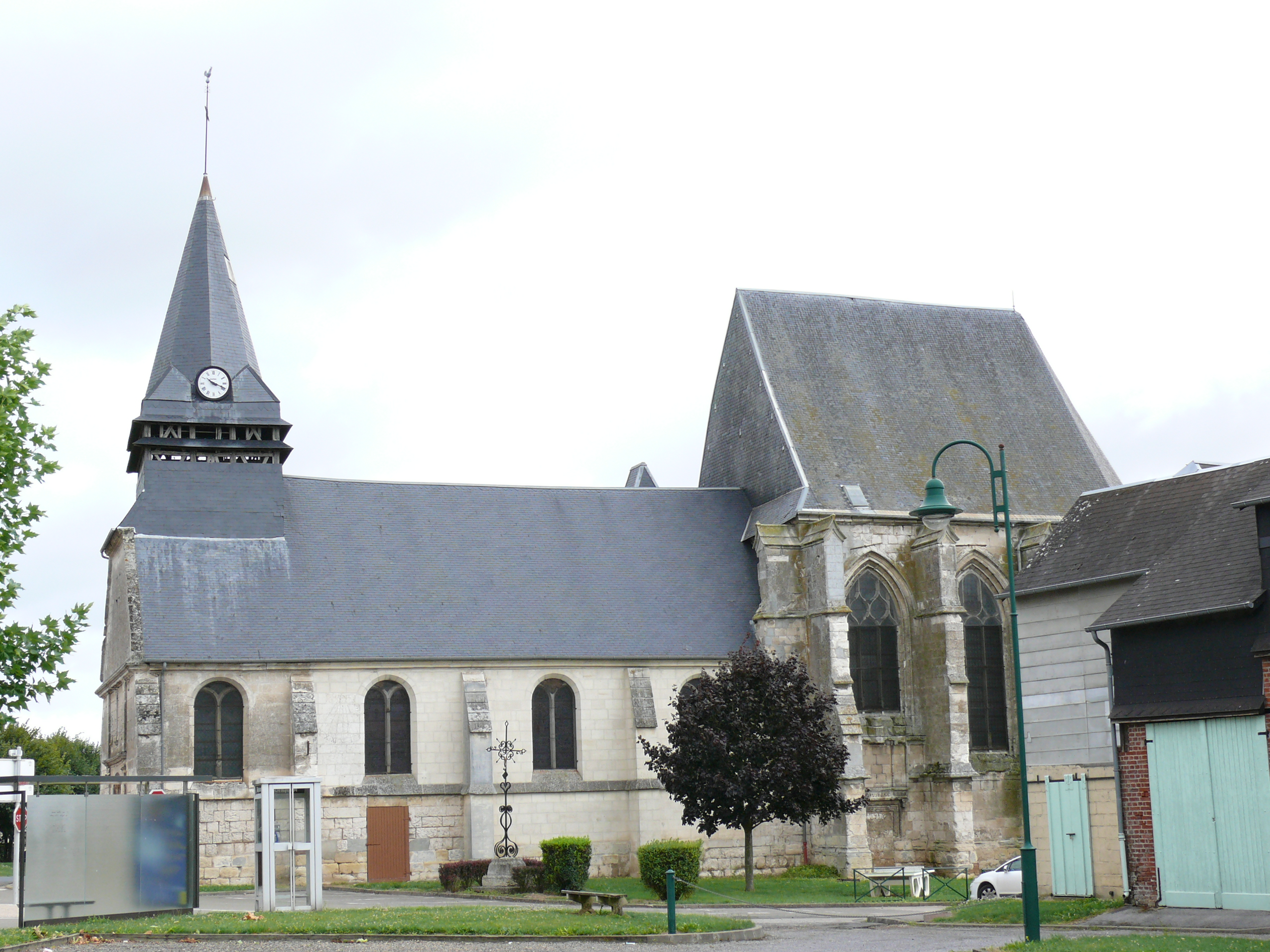
L'église Saint-Pierre-et-Saint-Paul.
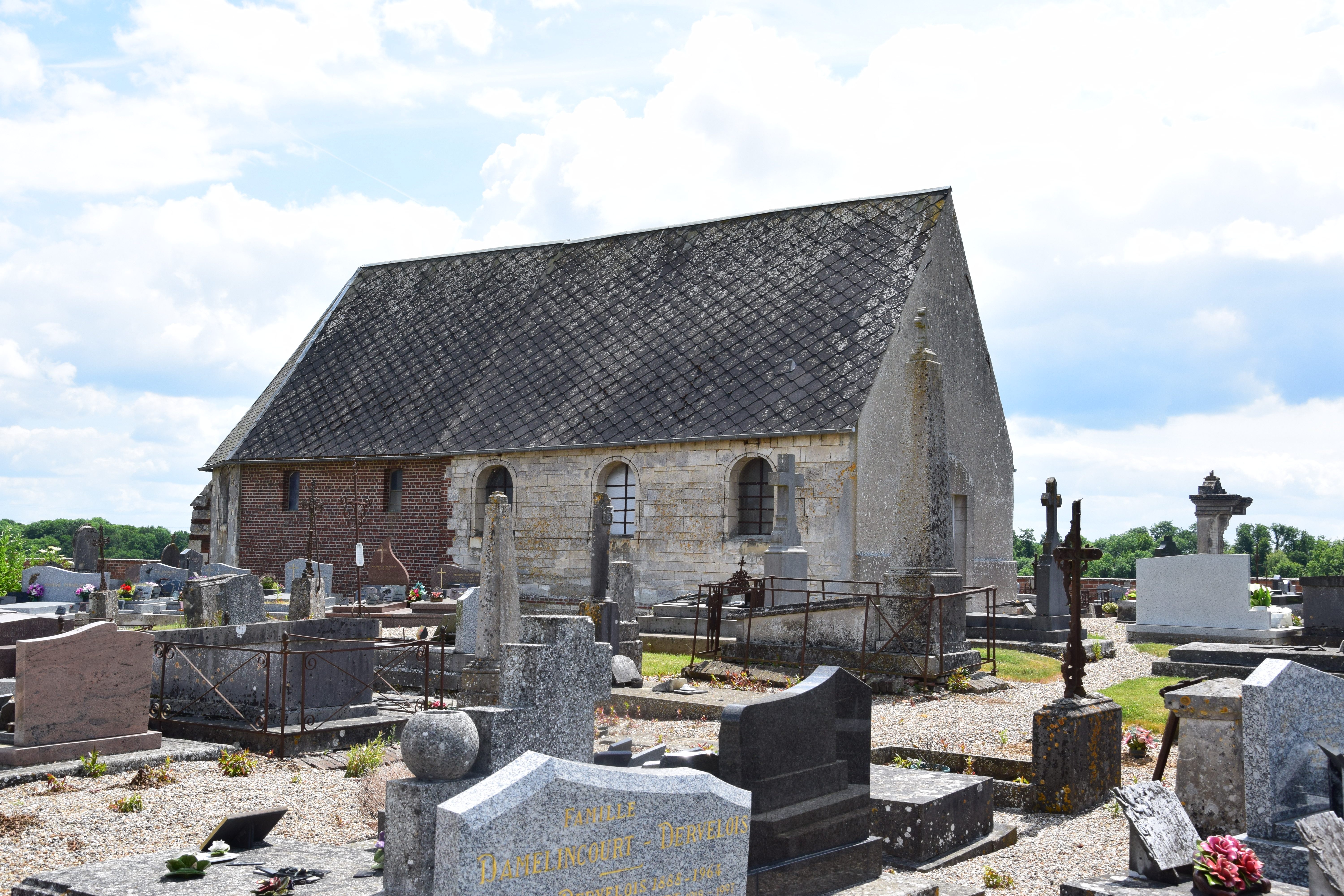
La chapelle Saint-Pierre.
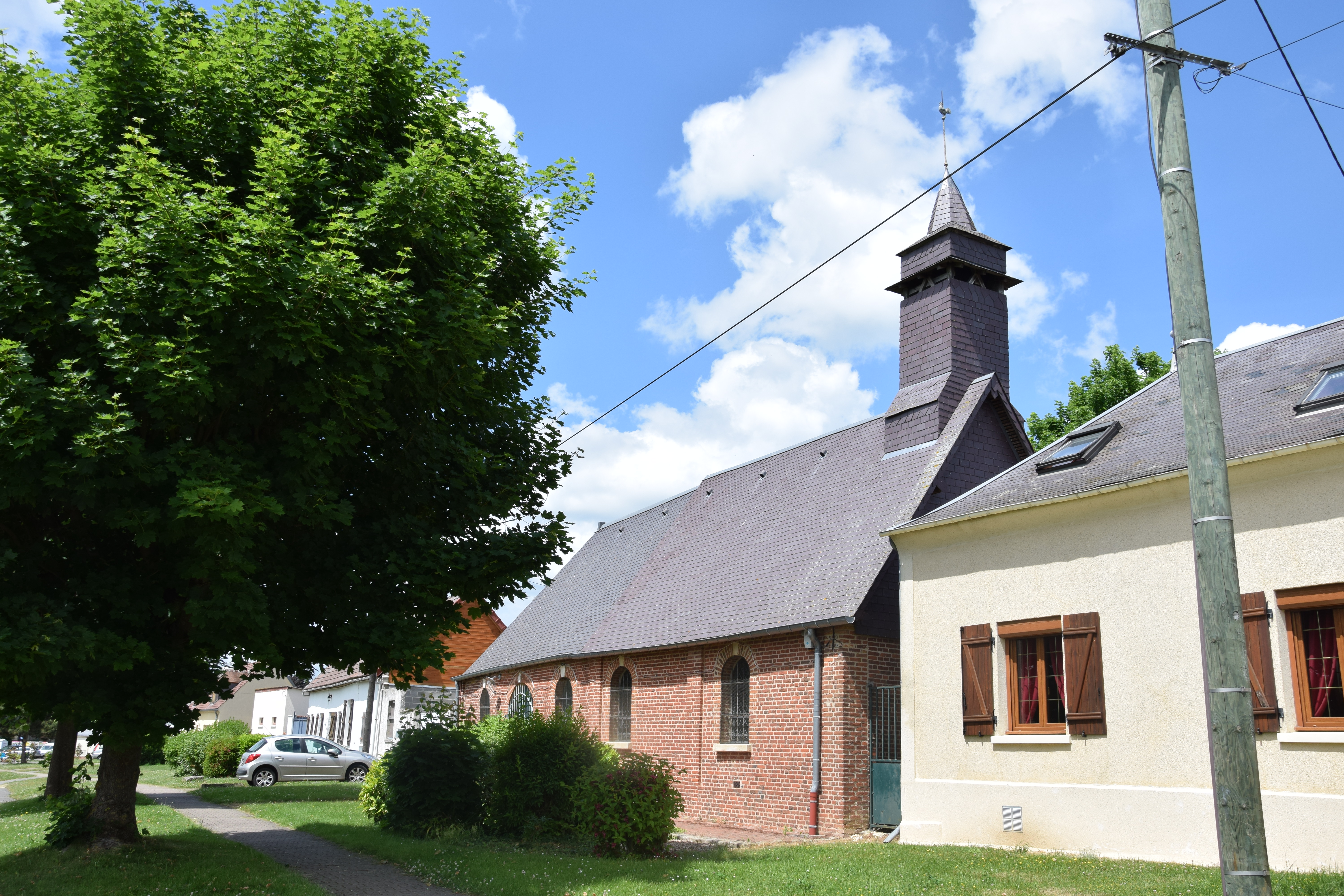
La chapelle de la Trinité.
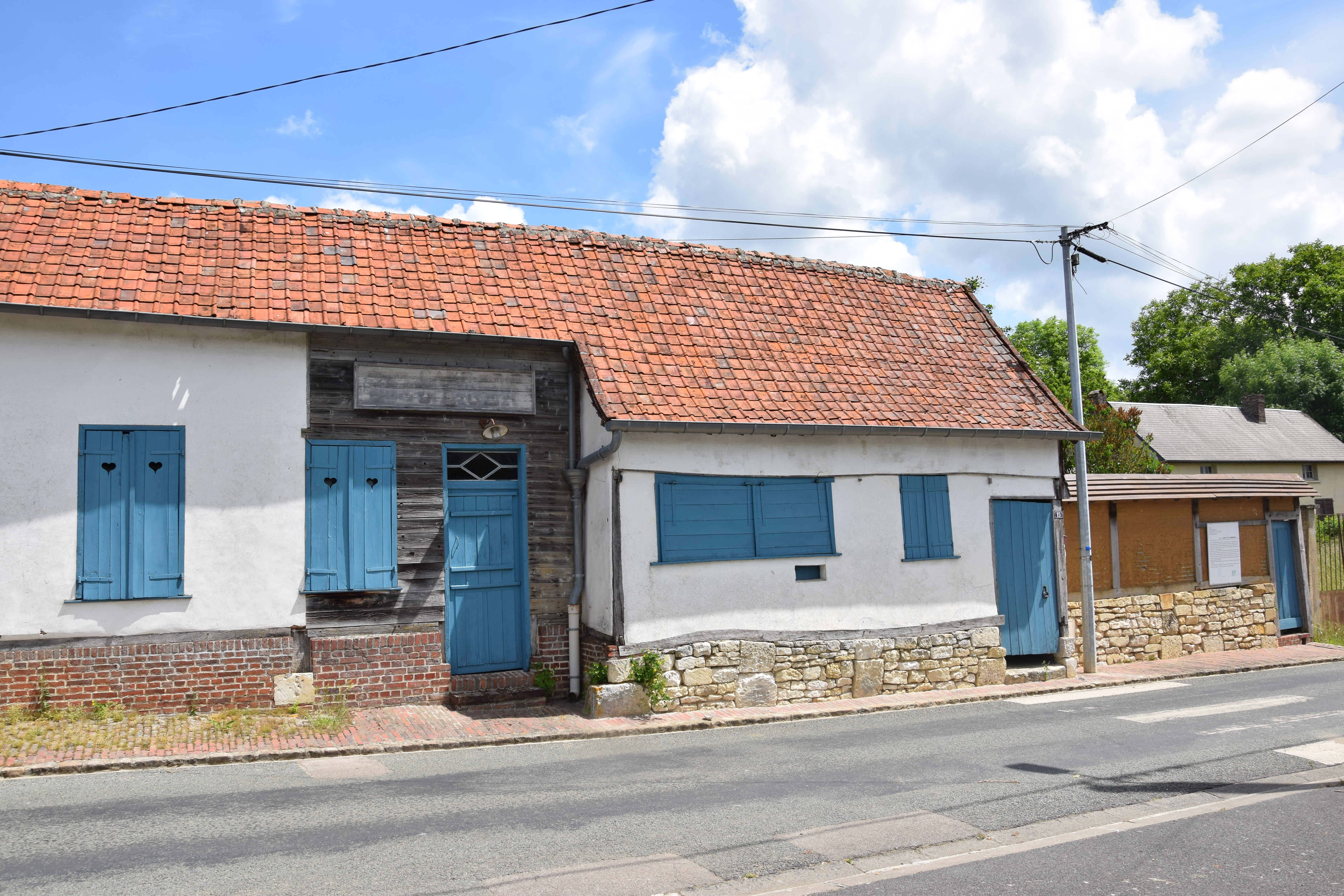
La maison du Serger.

### Personnalités liées à la commune
Charles de Paule de Barentin, garde des sceaux de France de septembre 1788 à juillet 1789, dernier seigneur d'Hardivilliers.

### Héraldique
| Blason de Hardivillers | Blason  | De sinople à deux clés d'or passées en sautoir, à l'épée d'argent posée en pal brochante sur les clés, au chef d'argent chargé de trois lionceaux de gueules. |
| Blason de Hardivillers | Détails | Le statut officiel du blason reste à déterminer. |

## Pour approfondir